# 圣樊尚 (大西洋比利牛斯省)
圣樊尚（法語：Saint-Vincent，法語發音：[sɛ̃ vɛ̃sɑ̃]）是法国大西洋比利牛斯省的一个市镇，位于该省东部，属于波城区。

## 地理
圣樊尚（43°9'42"N, 0°8'55"W）面积16.61 平方千米，位于法国新阿基坦大区大西洋比利牛斯省，该省份为法国东南部省份，涵盖了贝阿恩与北巴斯克，西临大西洋比斯開灣，北至朗德省，东北接热尔省，东临上比利牛斯省，南与西班牙接壤。
与圣樊尚接壤的市镇（或旧市镇、城区）包括：拉马克蓬塔克、盧爾德、贝内雅克、科阿拉兹、拉巴特马勒、蒙托、蓬塔克。

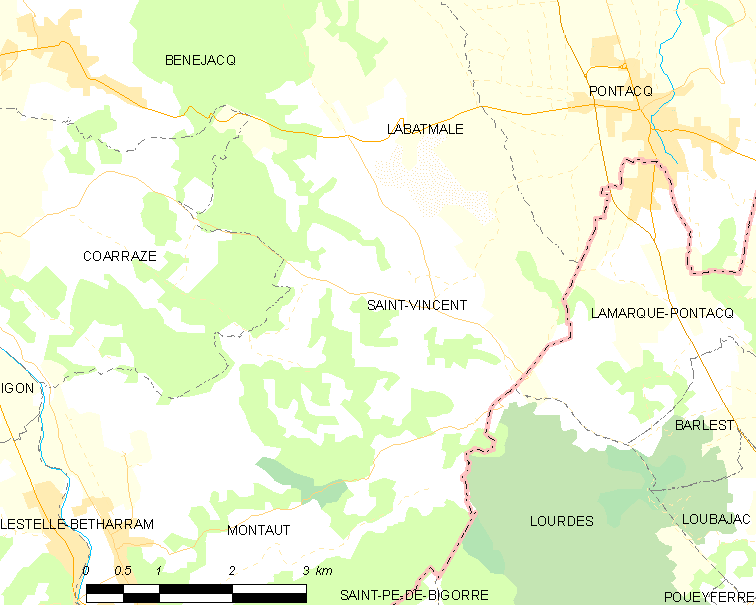
的OSM定位图

圣樊尚的时区为UTC+01:00、UTC+02:00（夏令时）。

## 行政
圣樊尚的邮政编码为64800，INSEE市镇编码为64498。

## 政治
圣樊尚所属的省级选区为乌斯河与拉关河河谷县。

## 人口

1962-2008年间人口变化图示

圣樊尚于2022年1月1日时的人口数量为395人。